# Frank Jackson
Franklin Willis Jackson, detto Frank (Washington, 4 maggio 1998), è un cestista statunitense.

## Carriera
È stato selezionato dagli Charlotte Hornets al secondo giro del Draft NBA 2017 (31ª scelta assoluta).

## Statistiche

### NCAA
| Anno      | Squadra          | PG | PT | MP   | TC%  | 3P%  | TL%  | RP  | AP  | PRP | SP  | PP   |
| --------- | ---------------- | -- | -- | ---- | ---- | ---- | ---- | --- | --- | --- | --- | ---- |
| 2016-2017 | Duke Blue Devils | 36 | 16 | 24,9 | 47,3 | 39,5 | 75,5 | 2,5 | 1,7 | 0,6 | 0,1 | 10,9 |

#### Massimi in carriera
- Massimo di punti: 22 vs Florida Statale (28 febbraio 2017)[1]
- Massimo di rimbalzi: 6 (3 volte)
- Massimo di assist: 5 vs Pittsburgh (4 febbraio 2017)
- Massimo di palle rubate: 4 vs Marist (11 novembre 2016)
- Massimo di stoppate: 1 (2 volte)
- Massimo di minuti giocati: 35 (2 volte)

### NBA

#### Regular season
| Anno      | Squadra         | PG  | PT | MP   | TC%  | 3P%  | TL%  | RP  | AP  | PRP | SP  | PP   |
| --------- | --------------- | --- | -- | ---- | ---- | ---- | ---- | --- | --- | --- | --- | ---- |
| 2017-2018 | N.O. Pelicans   | -   | -  | -    | -    | -    | -    | -   | -   | -   | -   | -    |
| 2018-2019 | N.O. Pelicans   | 61  | 16 | 19,2 | 43,4 | 31,4 | 74,0 | 2,2 | 1,1 | 0,4 | 0,0 | 8,1  |
| 2019-2020 | N.O. Pelicans   | 59  | 2  | 13,5 | 40,5 | 32,6 | 74,7 | 1,4 | 1,0 | 0,3 | 0,1 | 6,3  |
| 2020-2021 | Detroit Pistons | 40  | 6  | 18,5 | 45,7 | 40,7 | 81,3 | 2,2 | 0,9 | 0,4 | 0,0 | 9,8  |
| 2021-2022 | Detroit Pistons | 53  | 7  | 22,0 | 40,2 | 30,8 | 82,7 | 1,6 | 1,0 | 0,5 | 0,2 | 10,6 |
| 2022-2023 | Utah Jazz       | 1   | 0  | 5,0  | 0,0  | 0,0  | -    | 2,0 | 1,0 | 0,0 | 0,0 | 0,0  |
| Carriera  | Carriera        | 214 | 31 | 18,1 | 42,1 | 33,2 | 78,6 | 1,8 | 1,0 | 0,4 | 0,1 | 8,5  |

#### Massimi in carriera
- Massimo di punti: 31 vs Orlando Magic (13 agosto 2020)[2]
- Massimo di rimbalzi: 8 vs Detroit Pistons (13 gennaio 2020)
- Massimo di assist: 6 (2 volte)
- Massimo di palle rubate: 3 vs Golden State Warriors (19 novembre 2021)
- Massimo di stoppate: 3 vs Los Angeles Lakers (21 novembre 2021)
- Massimo di minuti giocati: 42 vs San Antonio Spurs (2 febbraio 2019)

## Palmarès
- McDonald's All-American Game (2016)